# Thông đất
Thông đất (danh pháp khoa học: Lycopodiella cernua) là một loài thực vật có mạch trong Họ Thạch tùng. Loài này được (L.) Pic. Serm. mô tả khoa học đầu tiên năm 1968.

## Hình ảnh

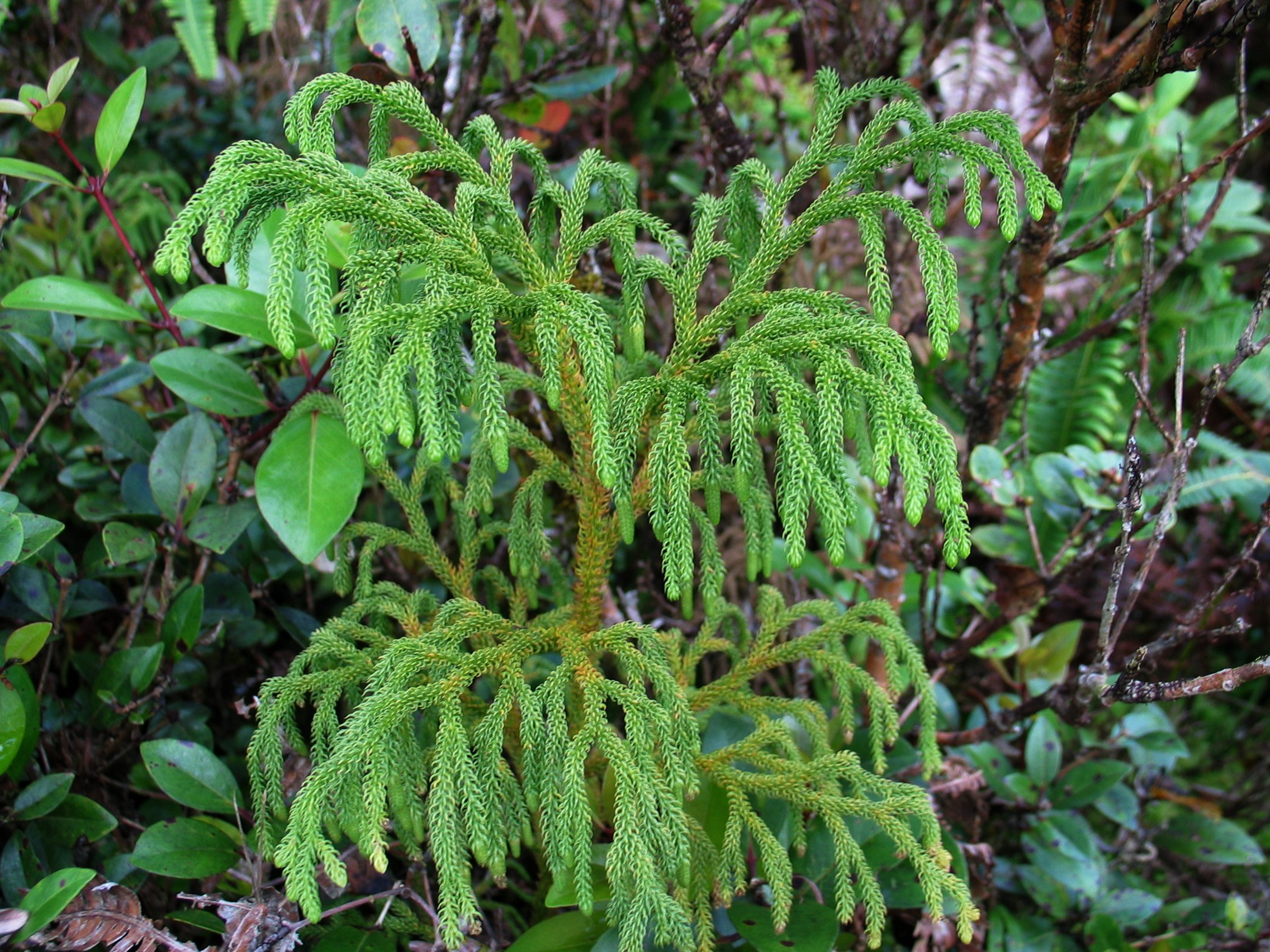
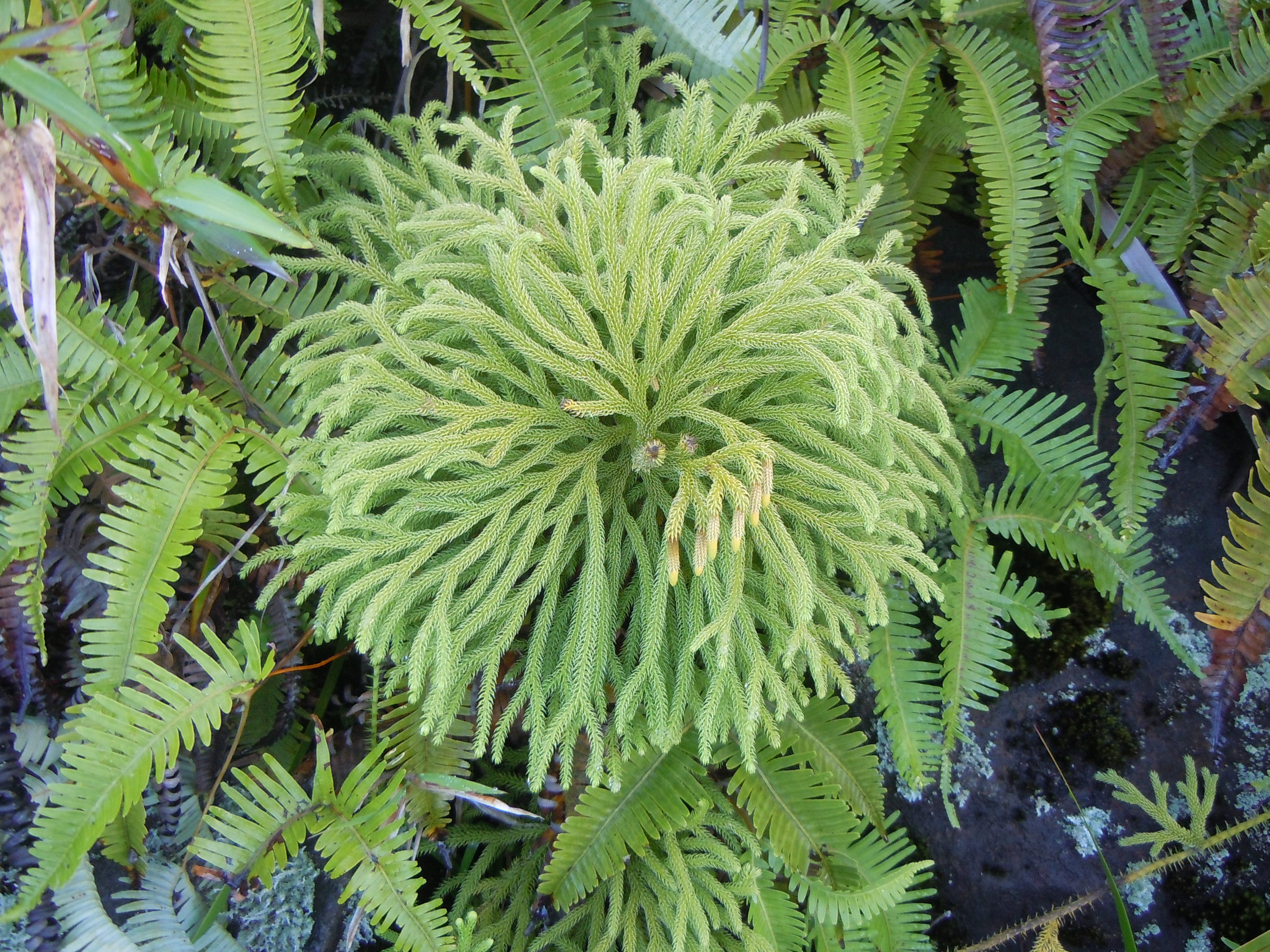
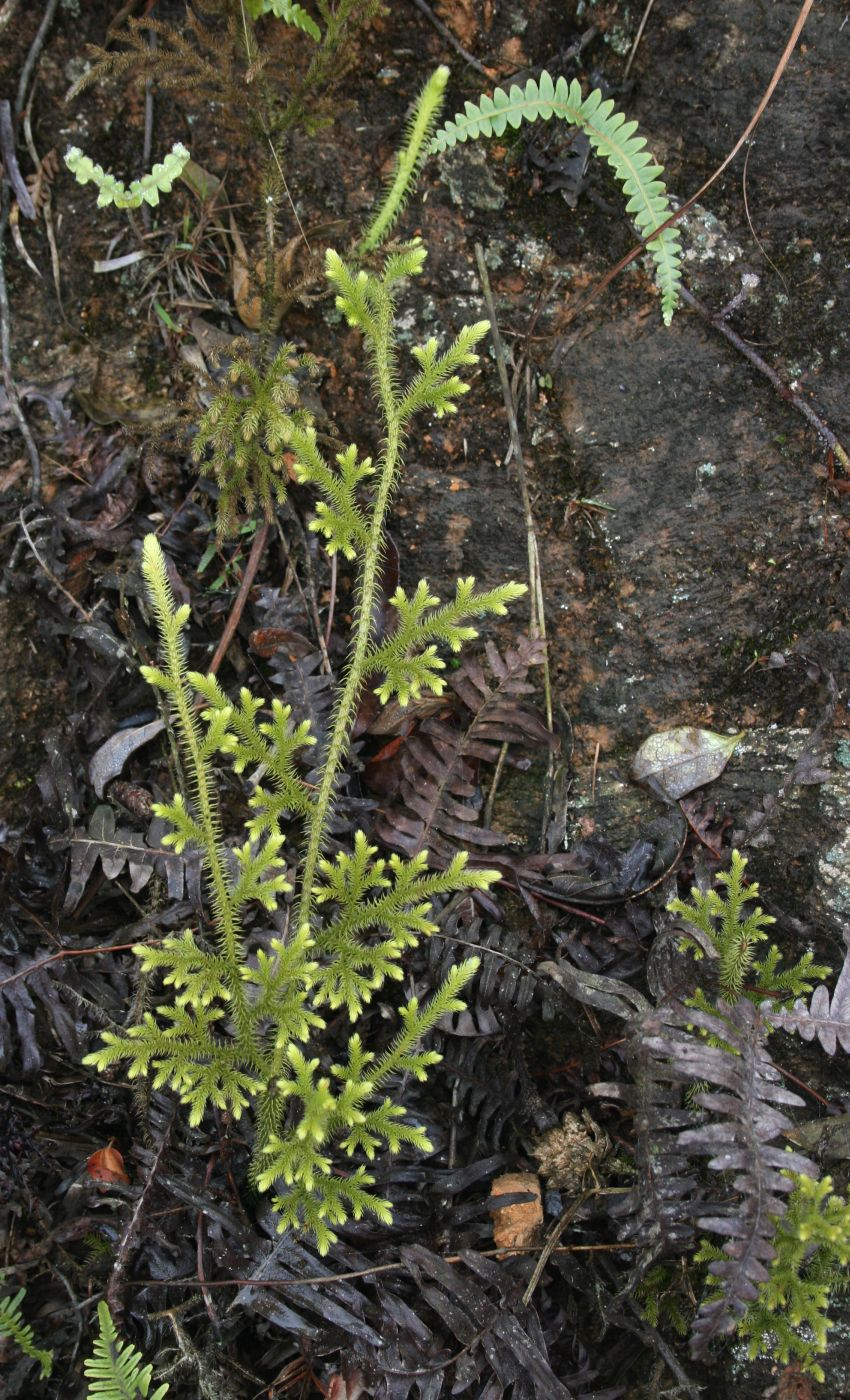
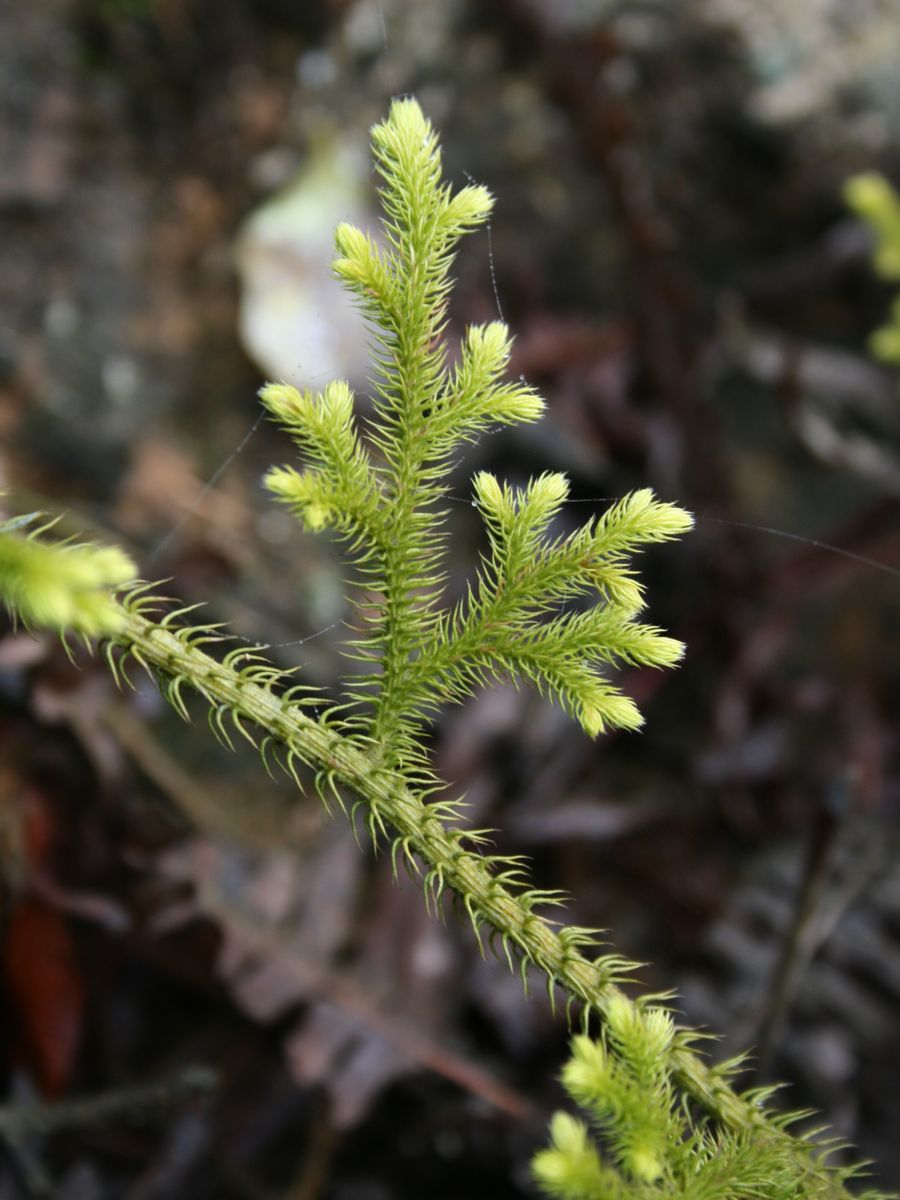